# Аскаров, Азимжан
Азимжан Аскаров (узб. Azimjon Asqarov; 17 мая 1951 — 25 июля 2020) — киргизский правозащитник и журналист, этнический узбек.

## Биография
Учился на художника и писал картины. В 2011 году на фоне судебного процесса в Бишкеке прошла их выставка. Однако профессией своей сделал журналистику и правозащиту. В 2002 создал организацию «Воздух». Боролся с полицейским произволом, публиковался в СМИ. Имел ряд неправительственных наград, в том числе Международную премию за свободу прессы Комитета защиты журналистов.
Несколькими киргизскими судебными инстанциями в 2010—2017 годах был приговорён к пожизненному заключению за убийство милиционера Мактыбека Сулайманова, который был сожжён заживо, и участие в массовых беспорядках во время Ошских событий 2010 года. Благодаря наличию в конституции Кыргызстана положения (ныне устранено), ставившего решения некоторых международных органов выше национальных, дело рассматривалось повторно, в результате он снова был приговорён к пожизненному заключению. Этот приговор, который ещё мог быть обжалован в Верховном суде Кыргызстана, вызвал острую реакцию со стороны правозащитников и Верховного комиссара ООН по правам человека. Существует мнение, что реальной причиной ареста и последующего процесса над Аскаровым стали или его правозащитная деятельность и активизм до 2010 года, или то, что он снимал на камеру подготовку к погромам. Власти Кыргызстана, однако, заявляют, что кассеты с такой записью не существует. После приговора от 24 января 2017 года Аскаров объявил голодовку.
Умер в колонии 25 июля 2020 года.